# Czarni Żagań
Czarni Żagań – polski klub piłki nożnej (dawniej wielosekcyjny), który został założony w październiku 1957 przez żołnierzy służących w Żaganiu pod przewodnictwem majora Czesława Moczorodyńskiego, jako Wojskowy Klub Sportowy. Czarni występują w rejestrze stowarzyszeń KRS pod numerem 0000824904.

## Ogólne dzieje klubu
Prawdopodobnie od barwy wojsk pancernych pochodzi nazwa Czarni. Założycielami klubu byli: Eugeniusz Paprocki, Stanisław Stefanik, Tadeusz Dziewierski, Mirosław Michalak, Eugeniusz Kowalczyk, Florian Siwicki, Kazimierz Wojtasiak, Stanisław Wójcik, Mieczysław Kuszyk, Józef Dżaman, Roman Dąbrowski, Jerzy Dobek, Waldemar Adamiecki, Franciszek Walkowiak, Henryk Czepański. 
Do końca 1978 roku Czarni byli klubem wojskowym, jednak po likwidacji Wojskowego Klubu Sportowego zostali oni przeniesieni w struktury Ludowego Klubu Sportowego Huragan. Zmieniono nazwę klubu na LKS Czarni Żagań. W 1994 roku zmieniono nazwę klubu na KS Zarzecki Czarni Żagań. Prezesem klubu został wówczas major Adam Sikora, a głównymi sponsorami klubu stali się Danuta Zarzecka i Tadeusz Zarzecki. Dnia 22 stycznia 1999 nadzwyczajne Walne Zebranie wybrało nowy zarząd. Prezesem klubu został Stefan Żelazek, a głównym sponsorem klubu – firma P.T.P. „Unipol-Żelazek”. Podczas zebrania zmieniono nazwę klubu na Miejski Klub Sportowy Czarni Żagań. W roku 2012 z powodów finansowych Miejski Klub Sportowy nie otrzymał licencji na grę w II lidze zachodniej piłki nożnej w sezonie 2012/13. Ostatecznie stowarzyszenie nie przystąpiło do jakichkolwiek rozgrywek w sezonie 2012/13. 
W sezonie 2012/2013 do rozgrywek żagańskiej klasy B przystąpiła drużyna prowadzona przez nowo powstały Uczniowski Klub Sportowy Czarni Żagań. W 2020 roku UKS Czarni Żagań przekazał drużynę seniorów stowarzyszeniu MKS Czarni Żagań 1957, które od tego momentu kontynuuje tradycje Czarnych.

### Nazwy klubu
- 1957 – Wojskowy Klub Sportowy Czarni Żagań
- 1978 – Ludowy Klub Sportowy Czarni Żagań
- ???? – Międzyzakładowy Klub Sportowy Czarni Żagań
- 1994 – Klub Sportowy Zarzecki Czarni Żagań
- 1999 – Miejski Klub Sportowy Czarni Żagań
- 2012 – Uczniowski Klub Sportowy Czarni Żagań
- 2020 – Miejski Klub Sportowy Czarni Żagań 1957

## Dzieje sekcji piłki nożnej
Podczas swojego pierwszego sezonu, Czarni Żagań zdobyli mistrzostwo klasy B 1958. W roku 1959 drużyna zajęła pierwsze miejsce w klasie A i awansowała do klasy okręgowej. W kolejnych sezonach żaganianie wielokrotnie zdobywali tytuł mistrza okręgu zielonogórskiego. Pomimo mistrzowskich tytułów, klub nigdy nie awansował do II ligi ulegając w barażach mistrzom sąsiednich okręgów.
W sezonie 1964/65 Czarni Żagań awansowali do finału Pucharu Polski. Ich przeciwnikiem był Górnik Zabrze. Obie drużyny spotkały się 2 czerwca 1965 roku na neutralnym boisku w Zielonej Górze. Reprezentanci księstwa żagańskiego przegrali 0:4.
W następnych sezonach gra zespołu systematycznie pogarszała się, aż w 1971 roku spadł on do klasy A. W roku 1977 żaganiacy powrócili do klasy okręgowej. W sezonie 1985/86 zespół Czarnych opuścił III ligę i w następnych latach występował w klasie międzyokręgowej w grupie zielonogórsko-leszczyńskiej. W sezonie 1990/91 piłkarze Czarnych wywalczyli na krótko awans do III ligi, powracając dwa lata później do klasy okręgowej.
Po zmianie sponsora drużyna Czarnych awansowała w sezonie 1999/2000 do 3. ligi. Z przyczyn głównie finansowych drużyna została w 2002 roku ponownie zdegradowana do IV ligi. Sezon piłkarski 2007/08 Czarni zakończyli na pozycji lidera swojej grupy i wygrywając dwumecz barażowy z drużyną ze Świdnicy awansowali do nowej II ligi (trzeciego poziomu rozgrywek ligowych).
Dnia 29 marca 2009 odbył się mecz o mistrzostwo II ligi z Jarotą Jarocin, który Czarni Żagań wygrali 3:1. Pokonując rywali, żaganianie zdobyli Tarczę 65-lecia Wielkiej Ucieczki ze Stalagu Luft III. W 2010 roku sponsorem tytularnym pierwszej drużyny została spółka Arena Żagań. W związku z tym w rozgrywkach II ligi drużyna występowała pod nazwą Czarni Arena Żagań.
Od 21 kwietnia 2011 do końca 2019 roku mecze Czarnych były rozgrywane na zmodernizowanym stadionie Areny przy ul. Kochanowskiego.
W latach 2019–2021 działała seniorska drużyna piłki nożnej kobiet. Od sezonu 2020/2021 mecze są rozgrywane na stadionie przy ulicy Karpińskiego.
Powstały kryzys na granicy polsko-białoruskiej spowodował, że na początku listopada 2021 większość piłkarzy Czarnych służących w Siłach Zbrojnych Rzeczypospolitej Polskiej otrzymała polecenia służbowe, które uniemożliwiły im reprezentowanie Czarnych w ostatnich czterech spotkaniach IV ligi w 2021. Ze względu na możliwość zawieszania rozgrywek w związku z pandemią COVID-19 Lubuski Związek Piłki Nożnej nie zezwolił na przełożenie meczów Czarnych. 

## Sekcja piłki nożnej w rozgrywkach ligowych
| I    | 0 | –         | 0  | –                                                                                      |
| II   | 0 | –         | 0  | –                                                                                      |
| III  | 0 | –         | 18 | 1960, 1960/1961, 1961/1962, 1962/1963, 1963/1964, 1964/1965, 1965/1966                 |
| III  | 0 | –         | 18 | 1974/1975, 1975/1976                                                                   |
| III  | 0 | –         | 18 | 1984/1985, 1985/1986                                                                   |
| III  | 0 | –         | 18 | 1991/1992                                                                              |
| III  | 0 | –         | 18 | 2000/2001, 2001/2002                                                                   |
| III  | 0 | –         | 18 | 2008/2009, 2009/2010, 2010/2011, 2011/2012                                             |
| IV   | 1 | 2019/2020 | 34 | 1959                                                                                   |
| IV   | 1 | 2019/2020 | 34 | 1966/1967, 1967/1968, 1968/1969, 1969/1970, 1970/1971                                  |
| IV   | 1 | 2019/2020 | 34 | 1973/1974                                                                              |
| IV   | 1 | 2019/2020 | 34 | 1976/1977, 1977/1978, 1978/1979, 1979/1980, 1980/1981, 1981/1982, 1982/1983, 1983/1984 |
| IV   | 1 | 2019/2020 | 34 | 1986/1987, 1987/1988, 1988/1989, 1989/1990, 1990/1991                                  |
| IV   | 1 | 2019/2020 | 34 | 1992/1993, 1993/1994, 1994/1995, 1995/1996, 1996/1997, 1997/1998, 1998/1999, 1999/2000 |
| IV   | 1 | 2019/2020 | 34 | 2002/2003, 2003/2004, 2004/2005, 2005/2006, 2006/2007, 2007/2008                       |
| V    | 1 | 2020/2021 | 9  | 1958                                                                                   |
| V    | 1 | 2020/2021 | 9  | 1971/1972, 1972/1973                                                                   |
| V    | 1 | 2020/2021 | 9  | 2019/2020, 2020/2021, 2021/2022, 2022/2023, 2023/2024, 2024/2025                       |
| VI   | 0 | –         | 5  | 2014/2015, 2015/2016, 2016/2017, 2017/2018, 2018/2019                                  |
| VII  | 0 | –         | 1  | 2013/2014                                                                              |
| VIII | 0 | –         | 1  | 2012/2013                                                                              |

### Kobiety
| Sezon     | Rozgrywki ligowe | Rozgrywki ligowe                          | Rozgrywki ligowe                                                | Rozgrywki ligowe                                               | Rozgrywki ligowe                                               | Rozgrywki ligowe                                               | Rozgrywki ligowe                                               | Rozgrywki ligowe                                               | Rozgrywki ligowe                                               | Uwagi                                                          | . | Puchar Polski (rozgrywki wojewódzkie) | Puchar Polski (rozgrywki krajowe) | Rozgrywki europejskie |
| Sezon     | K                | Liga                                      | Miejsce                                                         | M                                                              | Z                                                              | R                                                              | P                                                              | B+                                                             | B-                                                             | Uwagi                                                          | . | Puchar Polski (rozgrywki wojewódzkie) | Puchar Polski (rozgrywki krajowe) | Rozgrywki europejskie |
| --------- | ---------------- | ----------------------------------------- | --------------------------------------------------------------- | -------------------------------------------------------------- | -------------------------------------------------------------- | -------------------------------------------------------------- | -------------------------------------------------------------- | -------------------------------------------------------------- | -------------------------------------------------------------- | -------------------------------------------------------------- | - | ------------------------------------- | --------------------------------- | --------------------- |
| 2019/2020 | IV               | III liga (grupa lubuska)                  | 4/5                                                             | 8                                                              | 3                                                              | 0                                                              | 5                                                              | 9                                                              | 37                                                             |                                                                | . | Nie brały udziału                     | Nie brały udziału                 | Nie brały udziału     |
| 2019/2020 | IV               | III liga (grupa lubuska)                  | Rozgrywki nie zostały dokończone w związku z pandemią COVID-19. |                                                                |                                                                |                                                                |                                                                |                                                                |                                                                |                                                                | . | Nie brały udziału                     | Nie brały udziału                 | Nie brały udziału     |
| 2020/2021 | V                | IV liga (grupa lubusko-zachodniopomorska) | 2/4                                                             | 12                                                             | 5                                                              | 1                                                              | 6                                                              | 35                                                             | 29                                                             |                                                                | . | Nie brały udziału                     | Nie brały udziału                 | Nie brały udziału     |
| 2021/2022 | IV               | III liga (grupa III)                      | Zarząd Czarnych zlikwidował drużynę przed rozpoczęciem sezonu.  | Zarząd Czarnych zlikwidował drużynę przed rozpoczęciem sezonu. | Zarząd Czarnych zlikwidował drużynę przed rozpoczęciem sezonu. | Zarząd Czarnych zlikwidował drużynę przed rozpoczęciem sezonu. | Zarząd Czarnych zlikwidował drużynę przed rozpoczęciem sezonu. | Zarząd Czarnych zlikwidował drużynę przed rozpoczęciem sezonu. | Zarząd Czarnych zlikwidował drużynę przed rozpoczęciem sezonu. | Zarząd Czarnych zlikwidował drużynę przed rozpoczęciem sezonu. | . | Nie brały udziału                     | Nie brały udziału                 | Nie brały udziału     |

### Mężczyźni
| Sezon     | Rozgrywki ligowe | Rozgrywki ligowe                    | Rozgrywki ligowe                                                                                    | Rozgrywki ligowe | Rozgrywki ligowe | Rozgrywki ligowe | Rozgrywki ligowe | Rozgrywki ligowe | Rozgrywki ligowe | Uwagi                                                                  | . | Puchar Polski (rozgrywki wojewódzkie)        | Puchar Polski (rozgrywki krajowe) | Rozgrywki europejskie                                                                       |
| Sezon     | K                | Liga                                | Miejsce                                                                                             | M                | Z                | R                | P                | B+               | B-               | Uwagi                                                                  | . | Puchar Polski (rozgrywki wojewódzkie)        | Puchar Polski (rozgrywki krajowe) | Rozgrywki europejskie                                                                       |
| --------- | ---------------- | ----------------------------------- | --------------------------------------------------------------------------------------------------- | ---------------- | ---------------- | ---------------- | ---------------- | ---------------- | ---------------- | ---------------------------------------------------------------------- | - | -------------------------------------------- | --------------------------------- | ------------------------------------------------------------------------------------------- |
| 1958      | V                | Klasa B (grupa Żary)                | 1/11                                                                                                | 20               |                  |                  |                  | 116              | 25               |                                                                        | . | Nie rozgrywano Pucharu Polski w województwie | Nie rozgrywano Pucharu Polski     | Nie brali udziału                                                                           |
| 1958      | V                | Eliminacje do Klasy A               | 2/4                                                                                                 | 6                | 5                | 0                | 1                | 27               | 11               |                                                                        | . | Nie rozgrywano Pucharu Polski w województwie | Nie rozgrywano Pucharu Polski     | Nie brali udziału                                                                           |
| 1959      | IV               | Klasa A                             | 1/13                                                                                                | 24               |                  |                  |                  | 112              | 19               |                                                                        | . | Nie rozgrywano Pucharu Polski w województwie | Nie rozgrywano Pucharu Polski     | Nie brali udziału                                                                           |
| 1960      | III              | Liga okręgowa (grupa Zielona Góra)  | 1/12                                                                                                | 22               |                  |                  |                  | 72               | 34               |                                                                        | . | Nie rozgrywano Pucharu Polski w województwie | Nie rozgrywano Pucharu Polski     | Nie brali udziału                                                                           |
| 1960      | III              | Eliminacje do II ligi (grupa I)     | 3/3                                                                                                 | 4                | 2                | 0                | 2                | 5                | 7                |                                                                        | . | Nie rozgrywano Pucharu Polski w województwie | Nie rozgrywano Pucharu Polski     | Nie brali udziału                                                                           |
| 1960/1961 | III              | Liga okręgowa (grupa Zielona Góra)  | 1/13                                                                                                | 23               |                  |                  |                  | 49               | 30               |                                                                        | . | Nie rozgrywano Pucharu Polski w województwie | Nie brali udziału                 | Nie brali udziału                                                                           |
| 1960/1961 | III              | Eliminacje do II ligi (grupa I)     | 3/4                                                                                                 | 6                | 3                | 0                | 3                | 8                | 9                |                                                                        | . | Nie rozgrywano Pucharu Polski w województwie | Nie brali udziału                 | Nie brali udziału                                                                           |
| 1961/1962 | III              | Liga okręgowa (grupa Zielona Góra)  | 3/13                                                                                                | 24               |                  |                  |                  | 53               | 27               |                                                                        | . | Nie brali udziału                            | Nie brali udziału                 | Nie brali udziału                                                                           |
| 1962/1963 | III              | Liga okręgowa (grupa Zielona Góra)  | 1/13                                                                                                | 24               |                  |                  |                  | 76               | 19               |                                                                        | . | Zwycięstwo                                   | Nie brali udziału                 | Nie brali udziału                                                                           |
| 1962/1963 | III              | Eliminacje do II ligi (grupa IV)    | 3/5                                                                                                 | 8                | 3                | 1                | 4                | 11               | 16               |                                                                        | . | Zwycięstwo                                   | Nie brali udziału                 | Nie brali udziału                                                                           |
| 1963/1964 | III              | Liga okręgowa (grupa Zielona Góra)  | 1/12                                                                                                | 22               |                  |                  |                  | 46               | 21               |                                                                        | . | Finał                                        | I runda                           | Nie brali udziału                                                                           |
| 1963/1964 | III              | Eliminacje do II ligi (grupa IV)    | 2/5                                                                                                 | 8                | 5                | 1                | 2                | 15               | 12               |                                                                        | . | Finał                                        | I runda                           | Nie brali udziału                                                                           |
| 1964/1965 | III              | Liga okręgowa (grupa Zielona Góra)  | 1/12                                                                                                | 22               |                  |                  |                  | 42               | 24               |                                                                        | . |                                              | Finał                             | Nie brali udziału                                                                           |
| 1964/1965 | III              | Liga okręgowa (grupa Zielona Góra)  | Wygrany dodatkowy mecz o mistrzostwo okręgu ze Stilonem Gorzów Wlkp. Czarni 4:1 Stilon              |                  |                  |                  |                  |                  |                  |                                                                        | . |                                              | Finał                             | Nie brali udziału                                                                           |
| 1964/1965 | III              | Eliminacje do II ligi (grupa IV)    | 3/6                                                                                                 | 10               | 5                | 1                | 4                | 18               | 11               |                                                                        | . |                                              | Finał                             | Nie brali udziału                                                                           |
| 1965/1966 | III              | Liga okręgowa (grupa Zielona Góra)  | 4/12                                                                                                | 22               |                  |                  |                  | 32               | 18               | Przeniesienie do Klasy Okręgowej w związku z utworzeniem III ligi.     | . |                                              | Nie brali udziału                 | Puchar Zdobywców Pucharów: Klub nie przystąpił do rozgrywek z powodów polityczno-wojskowych |
| 1966/1967 | IV               | Liga okręgowa (grupa Zielona Góra)  | 7/12                                                                                                | 22               |                  |                  |                  | 33               | 30               |                                                                        | . |                                              | Nie brali udziału                 | Nie brali udziału                                                                           |
| 1967/1968 | IV               | Liga okręgowa (grupa Zielona Góra)  | 5/12                                                                                                | 22               |                  |                  |                  | 43               | 33               |                                                                        | . |                                              | Nie brali udziału                 | Nie brali udziału                                                                           |
| 1968/1969 | IV               | Liga okręgowa (grupa Zielona Góra)  | 6/13                                                                                                | 24               |                  |                  |                  | 40               | 39               |                                                                        | . |                                              | Nie brali udziału                 | Nie brali udziału                                                                           |
| 1969/1970 | IV               | Liga okręgowa (grupa Zielona Góra)  | 12/14                                                                                               | 26               |                  |                  |                  | 31               | 55               |                                                                        | . |                                              | Nie brali udziału                 | Nie brali udziału                                                                           |
| 1970/1971 | IV               | Liga okręgowa (grupa Zielona Góra)  | 14/14                                                                                               | 26               |                  |                  |                  | 28               | 67               |                                                                        | . |                                              | Nie brali udziału                 | Nie brali udziału                                                                           |
| 1971/1972 | V                | Klasa A (grupa południowa)          | 3/14                                                                                                | 26               |                  |                  |                  | 72               | 35               |                                                                        | . |                                              | Nie brali udziału                 | Nie brali udziału                                                                           |
| 1972/1973 | V                | Klasa A (grupa południowa)          | 1/14                                                                                                | 26               |                  |                  |                  | 69               | 23               |                                                                        | . |                                              | Nie brali udziału                 | Nie brali udziału                                                                           |
| 1973/1974 | IV               | Klasa okręgowa                      | 3/14                                                                                                | 26               |                  |                  |                  | 46               | 30               |                                                                        | . |                                              | Nie brali udziału                 | Nie brali udziału                                                                           |
| 1974/1975 | III              | Klasa wojewódzka                    | 9/14                                                                                                | 26               | 8                | 8                | 10               | 25               | 30               |                                                                        | . |                                              | Nie brali udziału                 | Nie brali udziału                                                                           |
| 1975/1976 | III              | Klasa wojewódzka                    | 8/14                                                                                                | 26               |                  |                  |                  | 33               | 30               | Przeniesienie do Klasy A w związku z reformą administracyjną w Polsce. | . |                                              | Nie brali udziału                 | Nie brali udziału                                                                           |
| 1976/1977 | IV               | Klasa A                             | 1/14                                                                                                | 26               |                  |                  |                  | 63               | 16               |                                                                        | . | Zwycięstwo                                   | Nie brali udziału                 | Nie brali udziału                                                                           |
| 1976/1977 | IV               | Klasa A                             | Przegrane baraże o awans do III ligi z Miedzią Legnica Czarni 0:0 Miedź 0:0 Czarni, k. 3:2          |                  |                  |                  |                  |                  |                  |                                                                        | . | Zwycięstwo                                   | Nie brali udziału                 | Nie brali udziału                                                                           |
| 1977/1978 | IV               | Klasa A                             | 3/15                                                                                                | 28               |                  |                  |                  | 54               | 33               |                                                                        | . |                                              | II runda                          | Nie brali udziału                                                                           |
| 1978/1979 | IV               | Klasa A                             | 3/14                                                                                                | 26               |                  |                  |                  | 55               | 24               |                                                                        | . | Zwycięstwo                                   | Nie brali udziału                 | Nie brali udziału                                                                           |
| 1979/1980 | IV               | Klasa okręgowa                      | 1/14                                                                                                | 26               |                  |                  |                  | 67               | 18               |                                                                        | . | Finał                                        | I runda                           | Nie brali udziału                                                                           |
| 1979/1980 | IV               | Klasa okręgowa                      | Wygrana I runda baraży o awans do III ligi z Górnikiem Polkowice Czarni 1:0 Górnik 0:0 Czarni       |                  |                  |                  |                  |                  |                  |                                                                        | . | Finał                                        | I runda                           | Nie brali udziału                                                                           |
| 1979/1980 | IV               | Klasa okręgowa                      | Przegrana II runda baraży o awans do III ligi z Polonią Leszno Czarni 1:2 Polonia                   |                  |                  |                  |                  |                  |                  |                                                                        | . | Finał                                        | I runda                           | Nie brali udziału                                                                           |
| 1980/1981 | IV               | Klasa okręgowa                      | 5/14                                                                                                | 26               |                  |                  |                  | 54               | 33               |                                                                        | . | Zwycięstwo                                   | II runda                          | Nie brali udziału                                                                           |
| 1981/1982 | IV               | Klasa okręgowa                      | 3/14                                                                                                | 26               |                  |                  |                  | 59               | 27               |                                                                        | . | Finał                                        | II runda                          | Nie brali udziału                                                                           |
| 1982/1983 | IV               | Klasa okręgowa                      | 7/12                                                                                                | 22               |                  |                  |                  | 42               | 39               |                                                                        | . |                                              | II runda                          | Nie brali udziału                                                                           |
| 1983/1984 | IV               | Klasa okręgowa                      | 1/14                                                                                                | 26               |                  |                  |                  | 61               | 24               |                                                                        | . |                                              | Nie brali udziału                 | Nie brali udziału                                                                           |
| 1983/1984 | IV               | Klasa okręgowa                      | Wygrane baraże o awans do III ligi z Zjednoczonymi Pudliszki Zjednoczeni 2:2 Czarni 2:0 Zjednoczeni |                  |                  |                  |                  |                  |                  |                                                                        | . |                                              | Nie brali udziału                 | Nie brali udziału                                                                           |
| 1984/1985 | III              | III liga (grupa I)                  | 8/14                                                                                                | 26               |                  |                  |                  | 30               | 29               |                                                                        | . |                                              | Nie brali udziału                 | Nie brali udziału                                                                           |
| 1985/1986 | III              | III liga (grupa V)                  | 11/14                                                                                               | 26               |                  |                  |                  | 31               | 44               |                                                                        | . |                                              | Nie brali udziału                 | Nie brali udziału                                                                           |
| 1986/1987 | IV               | IV liga                             | 3/14                                                                                                | 26               |                  |                  |                  | 44               | 23               |                                                                        | . |                                              | Nie brali udziału                 | Nie brali udziału                                                                           |
| 1987/1988 | IV               | IV liga                             | 6/14                                                                                                | 26               |                  |                  |                  | 41               | 32               |                                                                        | . |                                              | Nie brali udziału                 | Nie brali udziału                                                                           |
| 1988/1989 | IV               | IV liga                             | 1/14                                                                                                | 26               |                  |                  |                  | 54               | 11               |                                                                        | . |                                              | Nie brali udziału                 | Nie brali udziału                                                                           |
| 1988/1989 | IV               | IV liga                             | Przegrane baraże o awans do III ligi z rezerwami Śląska Wrocław Śląsk II 5:2 Czarni 0:2 Śląsk II    |                  |                  |                  |                  |                  |                  |                                                                        | . |                                              | Nie brali udziału                 | Nie brali udziału                                                                           |
| 1989/1990 | IV               | IV liga                             | 13/16                                                                                               | 30               |                  |                  |                  | 38               | 46               |                                                                        | . |                                              | Nie brali udziału                 | Nie brali udziału                                                                           |
| 1990/1991 | IV               | IV liga                             | 3/16                                                                                                | 26               |                  |                  |                  | 48               | 22               |                                                                        | . | Finał                                        | Nie brali udziału                 | Nie brali udziału                                                                           |
| 1991/1992 | III              | III liga (grupa VII)                | 15/16                                                                                               | 30               |                  |                  |                  | 32               | 70               |                                                                        | . |                                              | Nie brali udziału                 | Nie brali udziału                                                                           |
| 1992/1993 | IV               | IV liga                             | 7/16                                                                                                | 30               |                  |                  |                  | 44               | 23               |                                                                        | . |                                              | Nie brali udziału                 | Nie brali udziału                                                                           |
| 1993/1994 | IV               | IV liga                             | 8/16                                                                                                | 30               |                  |                  |                  | 47               | 47               | Zmieniono nazwę klubu na KS Zarzecki Czarni Żagań.                     | . |                                              | Nie brali udziału                 | Nie brali udziału                                                                           |
| 1994/1995 | IV               | IV liga                             | 7/16                                                                                                | 30               |                  |                  |                  | 43               | 36               |                                                                        | . |                                              | Nie brali udziału                 | Nie brali udziału                                                                           |
| 1995/1996 | IV               | IV liga                             | 11/16                                                                                               | 30               |                  |                  |                  | 41               | 54               |                                                                        | . |                                              | Nie brali udziału                 | Nie brali udziału                                                                           |
| 1996/1997 | IV               | IV liga                             | 6/18                                                                                                | 34               |                  |                  |                  | 66               | 57               |                                                                        | . |                                              | Nie brali udziału                 | Nie brali udziału                                                                           |
| 1997/1998 | IV               | IV liga                             | 8/20                                                                                                | 32               |                  |                  |                  | 66               | 57               |                                                                        | . |                                              | Nie brali udziału                 | Nie brali udziału                                                                           |
| 1998/1999 | IV               | IV liga                             | 13/18                                                                                               | 34               |                  |                  |                  | 73               | 61               | Zmieniono nazwę klubu na MKS Czarni Żagań.                             | . |                                              | Nie brali udziału                 | Nie brali udziału                                                                           |
| 1999/2000 | IV               | IV liga                             | 1/20                                                                                                | 38               |                  |                  |                  | 101              | 23               |                                                                        | . | Zwycięstwo                                   | Nie brali udziału                 | Nie brali udziału                                                                           |
| 2000/2001 | III              | III liga (grupa III)                | 9/20                                                                                                | 38               | 17               | 5                | 16               | 57               | 61               |                                                                        | . |                                              | II runda                          | Nie brali udziału                                                                           |
| 2001/2002 | III              | III liga (grupa III)                | 16/18                                                                                               | 38               | 8                | 10               | 16               | 30               | 52               |                                                                        | . |                                              | Nie brali udziału                 | Nie brali udziału                                                                           |
| 2002/2003 | IV               | IV liga (grupa lubuska)             | 5/18                                                                                                | 34               | 15               | 12               | 7                | 52               | 30               |                                                                        | . |                                              | Nie brali udziału                 | Nie brali udziału                                                                           |
| 2003/2004 | IV               | IV liga (grupa lubuska)             | 7/18                                                                                                | 34               | 16               | 5                | 13               | 64               | 52               |                                                                        | . | III runda                                    | Nie brali udziału                 | Nie brali udziału                                                                           |
| 2004/2005 | IV               | IV liga (grupa lubuska)             | 10/18                                                                                               | 34               | 14               | 5                | 15               | 48               | 39               |                                                                        | . | Ćwierćfinał                                  | Nie brali udziału                 | Nie brali udziału                                                                           |
| 2005/2006 | IV               | IV liga (grupa lubuska)             | 3/18                                                                                                | 34               | 21               | 4                | 9                | 65               | 32               |                                                                        | . | IV runda                                     | Nie brali udziału                 | Nie brali udziału                                                                           |
| 2006/2007 | IV               | IV liga (grupa lubuska)             | 10/16                                                                                               | 30               | 9                | 11               | 10               | 39               | 35               |                                                                        | . | II runda                                     | Nie brali udziału                 | Nie brali udziału                                                                           |
| 2007/2008 | IV               | IV liga (grupa lubuska)             | 1/16                                                                                                | 30               | 21               | 4                | 5                | 70               | 27               |                                                                        | . | III runda                                    | Nie brali udziału                 | Nie brali udziału                                                                           |
| 2007/2008 | IV               | IV liga (grupa lubuska)             | Wygrane baraże o awans do II ligi z Polonią Świdnica Polonia 2:3 Czarni 2:1 Polonia                 |                  |                  |                  |                  |                  |                  |                                                                        | . | III runda                                    | Nie brali udziału                 | Nie brali udziału                                                                           |
| 2008/2009 | III              | II liga (grupa zachodnia)           | 14/18                                                                                               | 34               | 9                | 11               | 14               | 31               | 50               |                                                                        | . | Nie brali udziału                            | Nie brali udziału                 | Nie brali udziału                                                                           |
| 2008/2009 | III              | II liga (grupa zachodnia)           | Wygrane baraże o utrzymanie w II lidze z Goplanią Inowrocław Goplania 0:2 Czarni 6:0 Goplania       |                  |                  |                  |                  |                  |                  |                                                                        | . | Nie brali udziału                            | Nie brali udziału                 | Nie brali udziału                                                                           |
| 2009/2010 | III              | II liga (grupa zachodnia)           | 9/18                                                                                                | 34               | 12               | 11               | 11               | 46               | 42               |                                                                        | . | Nie brali udziału                            | Runda przedwstępna                | Nie brali udziału                                                                           |
| 2010/2011 | III              | II liga (grupa zachodnia)           | 12/18                                                                                               | 34               | 12               | 9                | 13               | 54               | 47               | Drużyna występowała jako Czarni Arena Żagań.                           | . | Nie brali udziału                            | Runda przedwstępna                | Nie brali udziału                                                                           |
| 2011/2012 | III              | II liga (grupa zachodnia)           | 12/18                                                                                               | 34               | 12               | 8                | 14               | 34               | 53               | Drużyna występowała jako Czarni Arena Żagań.                           | . | Nie brali udziału                            | Runda przedwstępna                | Nie brali udziału                                                                           |
| 2011/2012 | III              | II liga (grupa zachodnia)           | Klub nie uzyskał licencji na następny sezon                                                         |                  |                  |                  |                  |                  |                  | Drużyna występowała jako Czarni Arena Żagań.                           | . | Nie brali udziału                            | Runda przedwstępna                | Nie brali udziału                                                                           |
| 2012/2013 | VIII             | Klasa B (grupa Żagań)               | 1/12                                                                                                | 22               | 15               | 2                | 4                | 71               | 12               | Drużynę przejął UKS Czarni Żagań.                                      | . | Nie brali udziału                            | Wycofali się z rozgrywek          | Nie brali udziału                                                                           |
| 2013/2014 | VII              | Klasa A (grupa Zielona Góra III)    | 2/16                                                                                                | 30               | 21               | 3                | 6                | 108              | 39               |                                                                        | . | Nie brali udziału                            | Nie brali udziału                 | Nie brali udziału                                                                           |
| 2014/2015 | VI               | Klasa okręgowa (grupa Zielona Góra) | 6/16                                                                                                | 30               | 17               | 4                | 9                | 73               | 49               |                                                                        | . | III runda                                    | Nie brali udziału                 | Nie brali udziału                                                                           |
| 2015/2016 | VI               | Klasa okręgowa (grupa Zielona Góra) | 5/16                                                                                                | 30               | 14               | 5                | 11               | 46               | 35               |                                                                        | . | III runda                                    | Nie brali udziału                 | Nie brali udziału                                                                           |
| 2016/2017 | VI               | Klasa okręgowa (grupa Zielona Góra) | 6/16                                                                                                | 30               | 16               | 6                | 8                | 66               | 30               |                                                                        | . | II runda                                     | Nie brali udziału                 | Nie brali udziału                                                                           |
| 2017/2018 | VI               | Klasa okręgowa (grupa Zielona Góra) | 4/16                                                                                                | 30               | 18               | 7                | 5                | 87               | 42               |                                                                        | . | 1/8 finału                                   | Nie brali udziału                 | Nie brali udziału                                                                           |
| 2018/2019 | VI               | Klasa okręgowa (grupa Zielona Góra) | 2/16                                                                                                | 30               | 26               | 2                | 2                | 88               | 21               |                                                                        | . | III runda                                    | Nie brali udziału                 | Nie brali udziału                                                                           |
| 2019/2020 | V                | IV liga (grupa lubuska)             | 14/16                                                                                               | 15               | 4                | 2                | 9                | 22               | 36               | Drużynę przejął MKS Czarni Żagań 1957.                                 | . | Ćwierćfinał                                  | Nie brali udziału                 | Nie brali udziału                                                                           |
| 2019/2020 | V                | IV liga (grupa lubuska)             | Rozgrywki nie zostały dokończone w związku z pandemią COVID-19.                                     |                  |                  |                  |                  |                  |                  | Drużynę przejął MKS Czarni Żagań 1957.                                 | . | Ćwierćfinał                                  | Nie brali udziału                 | Nie brali udziału                                                                           |
| 2020/2021 | V                | IV liga (grupa lubuska)             | 15/19                                                                                               | 36               | 11               | 10               | 15               | 60               | 64               |                                                                        | . | Wycofali się z rozgrywek                     | Nie brali udziału                 | Nie brali udziału                                                                           |
| 2021/2022 | V                | IV liga (grupa lubuska)             | 8/18                                                                                                | 34               | 14               | 5                | 15               | 56               | 51               |                                                                        | . | III runda                                    | Nie brali udziału                 | Nie brali udziału                                                                           |
| 2022/2023 | V                | IV liga (grupa lubuska)             | 8/18                                                                                                | 34               | 17               | 3                | 14               | 71               | 64               |                                                                        | . | Finał                                        | Nie brali udziału                 | Nie brali udziału                                                                           |
| 2023/2024 | V                | IV liga (grupa lubuska)             | 9/18                                                                                                | 34               | 15               | 5                | 14               | 53               | 70               |                                                                        | . | II runda                                     | Nie brali udziału                 | Nie brali udziału                                                                           |
| 2024/2025 | V                | IV liga (grupa lubuska)             | 11/18                                                                                               | 34               | 13               | 6                | 15               | 49               | 54               |                                                                        | . | 1/8 finału                                   | Nie brali udziału                 | Nie brali udziału                                                                           |

## Sekcja piłki nożnej mężczyzn w Pucharze Polski (rozgrywki krajowe)
| Sezon     | R    | Przeciwnik                | Dom                      | Wyjazd                   | Ogólnie                  |
| --------- | ---- | ------------------------- | ------------------------ | ------------------------ | ------------------------ |
| 1963/1964 | 1R   | Zawisza Bydgoszcz         | 1–4 (D)                  | 1–4 (D)                  | 1–4 (D)                  |
| 1964/1965 | 1R   | Karolina Jaworzyna Śląska | 6–0 (W)                  | 6–0 (W)                  | 6–0 (W)                  |
| 1964/1965 | 2R   | Start Łódź                | 1–1 los. (D)             | 1–1 los. (D)             | 1–1 los. (D)             |
| 1964/1965 | 1/16 | Polonia Bytom             | 2–1 (D)                  | 2–1 (D)                  | 2–1 (D)                  |
| 1964/1965 | 1/8  | Pogoń Szczecin            | 2–1 (D)                  | 2–1 (D)                  | 2–1 (D)                  |
| 1964/1965 | 1/4  | Wisła Kraków              | 1–1 los. (D)             | 1–1 los. (D)             | 1–1 los. (D)             |
| 1964/1965 | 1/2  | ŁKS Łódź                  | 1–1 los. (D)             | 1–1 los. (D)             | 1–1 los. (D)             |
| 1964/1965 | F    | Górnik Zabrze             | 0–4                      | 0–4                      | 0–4                      |
| 1977/1978 | 2R   | Hutnik Kraków             | 0–1 (D)                  | 0–1 (D)                  | 0–1 (D)                  |
| 1979/1980 | 1R   | Stal Szczecin             | 0–1 (D)                  | 0–1 (D)                  | 0–1 (D)                  |
| 1980/1981 | 1R   | Błękitni Stargard         | 1–0 (D)                  | 1–0 (D)                  | 1–0 (D)                  |
| 1980/1981 | 2R   | Stoczniowiec Gdańsk       | 0–0 k.: 3–4 (D)          | 0–0 k.: 3–4 (D)          | 0–0 k.: 3–4 (D)          |
| 1981/1982 | 1R   | Polonia Piła              | 6–0 (D)                  | 6–0 (D)                  | 6–0 (D)                  |
| 1981/1982 | 2R   | Wielim Szczecinek         | 0–3 (W)                  | 0–3 (W)                  | 0–3 (W)                  |
| 1982/1983 | 2R   | GKS Tychy                 | 0–1 dogr. (D)            | 0–1 dogr. (D)            | 0–1 dogr. (D)            |
| 2000/2001 | RW   | Miedź Legnica             | 1–0 (D)                  | 1–0 (D)                  | 1–0 (D)                  |
| 2000/2001 | 1R   | Błękitni Stargard         | 2–1 (W)                  | 2–1 (W)                  | 2–1 (W)                  |
| 2000/2001 | 2R   | Polar Wrocław             | 1–2 dogr. (D)            | 1–2 dogr. (D)            | 1–2 dogr. (D)            |
| 2009/2010 | RP   | Piast Kobylin             | 1–3 (W)                  | 1–3 (W)                  | 1–3 (W)                  |
| 2010/2011 | RP   | Bielawianka Bielawa       | 1–3 (W)                  | 1–3 (W)                  | 1–3 (W)                  |
| 2011/2012 | RP   | Chrobry Głogów            | 0–3 wo. (D)              | 0–3 wo. (D)              | 0–3 wo. (D)              |
| 2012/2013 | RP   | Miedź Legnica             | Wycofali się z rozgrywek | Wycofali się z rozgrywek | Wycofali się z rozgrywek |

## Sukcesy sekcji piłki nożnej
| Seniorzy                                   | Seniorzy              | Seniorzy | Seniorzy | Seniorzy |
| Rozgrywki                                  | Wynik                 | Ilość    | Sezon |          |
| ------------------------------------------ | --------------------- | -------- | --- | -------- |
| Mistrzostwa Polski                         | Mistrzostwo Okręgu    | 5        | 1960, 1960/1961, 1962/1963, 1963/1964, 1964/1965                                                                                                |          |
| Mistrzostwa Polski                         | IX miejsce w II lidze | 1        | 2009/2010 |          |
| Mistrzostwa Polski                         | IX miejsce w II lidze | 1        | Uwzględniając liczbę drużyn w Ekstraklasie (16), I lidze (18) i II lidze (2x18), Czarni w sezonie 2009/2010 zajęli 51. miejsce w Polsce.        |          |
|                                            |                       |          | |          |
| Puchar Polski                              | Finał                 | 1        | 1964/1965 |          |
| Puchar Polski                              | Finał                 | 1        | Według regulaminu PZPN Czarni uzyskali awans do Pucharu Zdobywców Pucharów. Ze względów polityczno-wojskowych klub nie przystąpił do rozgrywek. |          |
|                                            |                       |          | |          |
| Puchar Polski (województwo zielonogórskie) | Zwycięstwo            | 5        | 1962/1963, 1976/1977, 1978/1979, 1980/1981, 1999/2000                                                                                           |          |
| Puchar Polski (województwo zielonogórskie) | Finał                 | 5        | 1952, 1963/1964, 1979/1980, 1981/1982, 1990/1991                                                                                                |          |
| Puchar Polski (województwo lubuskie)       | Finał                 | 1        | 2022/2023 |          |

## Pozostałe sekcje klubu
Przez prawie pół wieku w klubie działało 10 sekcji sportowych:
- bokserska (istniała w latach 1957–1962)
- brydża sportowego (istniała w latach 1971–1977)
- kolarska (istniała w latach 1958–1971)
- koszykówki (istniała w latach 1958–1963)
- piłki siatkowej (istniała w latach 1958–1987)
- piłki nożnej (istnieje od 1957 do dziś)
- piłki ręcznej (istnieje, z przerwami, od 1958 do dziś)
- szachowa (istniała w latach 1958–1976)
- podnoszenia ciężarów (istniała w latach 1958–1963)
- strzelectwa sportowego (istniała w latach 1952–1967)

### Sekcja piłki siatkowej
Sekcja piłki siatkowej powstała w 1958 roku. Jej największe osiągnięcia z lat 50. i 60. to:
- zajęcie I miejsca w rozgrywkach organizowanych przez miasto Żagań z okazji Święta Kultury Fizycznej,
- I miejsce w turnieju o Puchar 15-lecia ZKS Zawiszy Sulechów,
- zajęcie I miejsca w rozgrywkach o Puchar Przewodniczącego Powiatowego Komitetu Kultury Fizycznej i Turystyki w Żaganiu,
- Zdobycie mistrzostwa klasy okręgowej w sezonie 1962/63,
- zajęcie pierwszego miejsca w zimowej spartakiadzie w 1964 roku.

Na przełomie lat 1972–1973 zespół siatkówki przechodził poważny kryzys spowodowany brakiem młodych zawodników. Fakt ten spowodował, że w czasie rundy wiosennej w 1973 roku z drużyny wystąpiło kilku starszych zawodników, co poważnie osłabiło drużynę. Po zajęciu ostatniego miejsca w klasie okręgowej zespół spadł do klasy „A”.
Jesienią 1974 roku klub Czarnych Żagań w porozumieniu z Zarządem SZS „Spartak” działającym przy Zespole Szkół Mechanicznych w Żaganiu przejął sekcję piłki siatkowej i wkrótce drużyna ponownie awansowała do klasy okręgowej.
W sezonie 1980/81 drużynę zasiliło wielu utalentowanych zawodników, którzy zakończyli odbywanie zasadniczej służby wojskowej. W tym okresie drużyna Czarnych uzyskała awans do klasy „M”. W latach 1980–1984 siatkarze Czarnych uczestniczyli w rozgrywkach klasy makroregionalnej. Od 1984 do 1987 roku drużyna przeżywała wzloty i upadki. Ostatecznie sekcję piłki siatkowej rozwiązano w 1987 roku.

### Sekcja koszykówki
Sekcja koszykówki powstała 22 października 1958 roku z inicjatywy byłego zawodnika Kolejarza Gniezno, Edmunda Raczka. Początkowo drużyna nie odnosiła większych sukcesów, jednak po fuzji Czarnych z drużyną koszykarską Promienia Żary zespół awansował do klasy A, gdyż na takim szczeblu grał wówczas Promień Żary. Największym sukcesem zespołu było IV miejsce w rozgrywkach A klasy w sezonie 1960/61. Pomimo tego, że drużyna była nie najgorsza, sekcję rozwiązano jesienią 1963 roku z powodu braku nowych zawodników.

### Sekcja bokserska
Sekcję bokserską utworzono w 1957 roku dzięki staraniom działacza sportowego chor. Zbigniewa Wyspiańskiego. Jej największe sukcesy to:
- Zdobycie pucharu Polskiego Związku Bokserskiego w sezonie 1957/58,
- Zwycięstwo w rozgrywkach pucharowych w sezonie 1958/59,
- Zdobycie przez trzech zawodników tytułu mistrza okręgu zielonogórskiego w IX Mistrzostwach okręgu seniorów w boksie,
- Wywalczenie III miejsca w lidze okręgowej w sezonie 1960/61,
- Zdobycie wicemistrzostwa klasy A w sezonie 1961/62.

Powodem likwidacji sekcji bokserskiej w 1962 roku był słaby napływ zawodników z innych regionów Polski, a z zawodników miejscowych nie można było zestawić zespołu gwarantującego przyszłe osiągnięcia.

### Sekcja szachowa
Sekcję szachową utworzono w 1958 roku. Jej największe sukcesy to:
- Występ Haliny Rawskiej na Mistrzostwach Świata Juniorów we Lwowie w 1967 roku,
- 4. miejsce w rozgrywkach ligi wojewódzkiej w 1973 roku,
- 3. miejsce i zdobycie „Brązowej Wieży” podczas centralnego turnieju w Szczecinie w 1973 roku,
- 4. miejsce podczas centralnego turnieju w Płocku w 1974 roku,

Sekcja szachowa zakończyła swą działalność w 1976 roku.

### Sekcja brydża sportowego
Sekcja brydża sportowego istniała w latach 1971–1977. Jej największe sukcesy to:
- Awans drużyny do ligi okręgowej w 1971 roku, a następnie zdobycie tytułu mistrza tejże ligi,
- 2. miejsce podczas rozgrywek pucharowych na szczeblu okręgu w 1975 roku,
- 1. miejsce podczas rozgrywek pucharowych na szczeblu okręgu w 1976 roku,

Sekcja organizowała także wiele turniejów o znaczeniu lokalnym, np. mistrzostwa powiatu żagańskiego, przyczyniając się do popularyzacji tego sportu w Żaganiu i okolicach.

### Sekcja kolarska
Sekcja kolarska istniała w latach 1958–1971. Do ważniejszych osiągnięć żagańskich kolarzy można zaliczyć:
- 1. miejsce w kolarskim Dziennym Kryterium Ulicznym w kategorii juniorów na dystansie 62 km rozgrywanym z okazji XXV-lecia PRL w Gorzowie Wielkopolskim w 1969 roku,
- 1. miejsce w dorocznym wyścigu kolarskim o puchar Powiatowego Komitetu Kultury Fizycznej i Turystyki w kategorii młodzików w Lubsku w 1969 roku,
- 1. miejsce w przełajowych mistrzostwach Polski, które odbywały się w Olsztynie, wywalczone przez Lecha Walczaka,

Na skutek trudności finansowych w 1971 roku sekcję przejął Kombinat PGR Bożnów.

### Sekcja piłki ręcznej
Sekcja piłki ręcznej powstała wiosną 1958 roku i przetrwała 30 lat. Jej największe sukcesy to:
- 1. miejsce w turnieju z okazji Święta Pracy rozgrywanym w 1962 w Świebodzinie,
- Zwycięstwo w turnieju zorganizowanym z okazji 1000-lecia Państwa Polskiego w Krapkowicach w 1966,
- Kilkakrotny awans do ligi międzywojewódzkiej,
- Dwukrotne zdobycie Pucharu Prezesa OPZR w 1985 i 1987,

### Sekcja strzelecka i podnoszenia ciężarów
Sekcja strzelecka istniała w Żaganiu już od 1952 roku w Jednostce Wojskowej 1588. Do ważniejszych osiągnięć sekcji można zaliczyć zdobycie drugiego miejsca zespołowo w zawodach strzeleckich o Puchar Ziemi Szczecińskiej w wieloboju w 1962.
Sekcja podnoszenia ciężarów, która powstała w 1958, nie odniosła większych sukcesów, jedynie 1. miejsce drużynowo w powiatowej spartakiadzie zorganizowanej w 1962 z okazji 1000-lecia Państwa Polskiego w Żaganiu.
Obie sekcje nie znalazły uznania ze strony kibiców i z czasem uległy rozwiązaniu.

## Prezesi klubu
| Prezes                  | O      | od   | do   | Największe osiągnięcie        |
| ----------------------- | ------ | ---- | ---- | ----------------------------- |
| Czesław Moczorodyński   |        | 1957 |      |                               |
| Jerzy Wrzos             |        |      |      |                               |
| Kazimierz Furmankiewicz |        |      |      |                               |
| Wojciech Barański       |        |      |      |                               |
| Kazimierz Bosek         |        |      |      |                               |
| Michał Witorzenc        |        |      |      |                               |
| Roman Dzido             |        |      |      |                               |
| Bronisław Nawój         |        |      |      |                               |
| Czesław Andrysiak       |        |      |      |                               |
| Władysław Jachecki      |        |      |      |                               |
| Roman Koziołek          |        |      |      |                               |
| Jerzy Nowicki           |        |      |      |                               |
| Mirosław Gałek          |        |      |      |                               |
| Leonard Skorupa         |        |      |      |                               |
| Adam Sikora             | Polska | 1994 |      |                               |
| Stefan Żelazek          | Polska | 1999 |      |                               |
| Tadeusz Berger          | Polska |      |      |                               |
| Andrzej Baran           | Polska | 2002 |      |                               |
| Sławomir Kowal          | Polska |      |      |                               |
| Sebastian Galasiak      | Polska |      |      | Awans do II ligi w 2008       |
| Michał Leonowicz        | Polska | 2008 | 2009 |                               |
| Tadeusz Berger          | Polska | 2009 |      |                               |
| Paweł Lichtański        | Polska |      |      |                               |
| Tadeusz Berger          | Polska | 2009 | 2011 |                               |
| Jerzy Woźniak           | Polska | 2011 | 2012 |                               |
| Grzegorz Zarówny        | Polska |      |      |                               |
| Marcin Iwaniak          | Polska |      |      |                               |
| Roman Chruścicki        | Polska | 2020 | 2024 | Finał wojewódzkiego PP w 2023 |
| Dawid Jędrysek          | Polska | 2025 |      |                               |